# Список глав государств в 1892 году
| 1891 ← Список глав государств по годам → 1893 |

## Азия
- Абу-Даби — Зайед ибн Халифа аль-Нахайян, шейх (1855—1909)
- Афганистан (эмират) — Абдур-Рахман, эмир[англ.] (1880—1901)
- Бахрейн — Иса ибн Али Аль Халифа, хаким (1869—1932)
- Британская Индия — Виктория, императрица (1876—1901)
  - Генри Петти-Фицморис, вице-король (1888—1894)
  - Аджайгарх — Ранджор Сингх, савай махараджа (1877—1919)
  - Алвар —
    - Мангал Сингх Прабхакар, махараджа (1874—1892)
    - Джай Сингх Прабхакар, махараджа (1892—1937)

  - Алираджпур — Пратап Сингх II, рана (1891—1941)
  - Амбер (Джайпур) — Мадхо Сингх II, Махараджа савай (1880—1922)
  - Баони — Мохаммад Хасан Хан, наваб (1883—1893)
  - Бансвара — Лакшман Сингх, раджа (1844—1905)
  - Барвани — Индраджит Сингх, рана (1880—1894)
  - Барода — Саяджирао Гаеквад III, махараджа (1875—1939)
  - Бахавалпур — Садик Мохаммад Хан IV, наваб (1866—1899)
  - Башахра[англ.] — Рагхунат Сингх, рана[кат.] (1887—1898)
  - Бенарес — Прабху Нарайян Сингх, махараджа бахадур (1889—1931)
  - Биджавар — Бхам Пратап Сингх, савай махараджа (1877—1899)
  - Биканер — Ганга Сингх, махараджа (1887—1943)
  - Биласпур (Калур) — Биджай Чанд, раджа (1889—1927)
  - Бунди — Рагубир Сингх, махарао раджа (1889—1927)
  - Бхавнагар — Тахтсинхжи Джашвантсинхжи, такур сахиб (1870—1896)
  - Бхаратпур — Джашвант Сингх, махараджа (1853—1893)
  - Бхопал — Шах Джахан Бегум, наваб (1844—1860, 1868—1901)
  - Ванканер — Амарсинхджи Банесинджи, махарана радж сахиб (1881—1947)
  - Гангпур[англ.] — Рагхунат Шехар Део, Раджа[англ.] (1858—1917)
  - Гархвал — Кирти Шах, махараджа (1886—1913)
  - Гвалиор — Мадхорао Шинде, махараджа (1886—1925)
  - Гондал — Бхагвацинхжи Саграмсинхджи, тхакур сахиб (1869—1944)
  - Даспалла[англ.] — Четан Део Бханж, раджа[англ.] (1873—1897)
  - Датия — Бхавани Сингх Бахадур, махараджа (1865—1907)
  - Девас младшее[англ.] —
    - Нарайян Рао, раджа[англ.] (1864—1892)
    - Малхар Рао, раджа[англ.] (1892—1918)

  - Девас старшее[англ.] — Кришнаджи Рао II, раджа[англ.] (1860—1899)
  - Джанджира — Ахмад Хан, наваб (1879—1922)
  - Джайсалмер — Шаливахан Сингх III, махаравал (1891—1914)
  - Джалавад (Дрангадхра) — Мансинхджи II Ранмалсинхджи, сахиб (1869—1900)
  - Джамму и Кашмир — Пратап Сингх, махараджа (1885—1925)
  - Джаора — Мухаммад Исмаил, наваб (1865—1895)
  - Дженкантал[англ.] — Сурия Пратап Махендра Бахадур, Махараджа[англ.] (1885—1918)
  - Джинд — Ранбир Сингх, раджа-и-раджган (1887—1911)
  - Джхабуа — Гопал Сингх, раджа (1841—1895)
  - Джунагадх —
    - Мохаммад Бахадур Ханджи III, наваб (1882—1892)
    - Мохаммад Расул Ханджи, наваб (1892—1911)

  - Джхалавар — Залим Сингх, махараджа рана (1875—1896)
  - Дир[англ.] — Мухаммад Умара Хан, Наваб[англ.] (1890—1895)
  - Дхолпур — Нихал Сингх, махараджа рана (1873—1901)
  - Дунгарпур — Удай Сингх II, Махараджа (1844—1898)
  - Дхар — Ананд Радж III Павар, раджа (1857—1858, 1860—1898)
  - Идар — Кесри Сингх, махараджа (1868—1901)
  - Индаур — Шиваджи Рао Холкар XII, махараджа (1886—1903)
  - Калат — Худабад, хан (1857—1863, 1864—1893)
  - Камбей — Наджиб ад-Даула Мумтаз аль-Мольк Джафар Али Хан, наваб (1880—1915)
  - Капуртхала — Джагатджит Сингх, раджа-и-раджган (1877—1911)
  - Караули — Бханвар Пал, махараджа (1886—1927)
  - Кач — Кхенгарджи III, раджа (1875—1942)
  - Кишангарх — Сардул Сингх, махараджа (1879—1900)
  - Колхапур — Шаху, раджа (1884—1900)
  - Кота — Умед Сингх II, махарао (1889—1940)
  - Кочин — Керала Варма V, махараджа (1888—1895)
  - Куч-Бихар — Нрипендра Нарайян, махараджа (1863—1911)
  - Лас Бела — Али-хан III, хан (1869—1877, 1888—1896)
  - Лохару — Амир-уд-Дин Ахмад-Хан, наваб (1884—1920)
  - Лунавада[англ.] — Вакхат Сингх, рана[англ.] (1867—1929)
  - Майсур — Чамараджендра Водеяр X, махараджа (1868—1894)
  - Малеркотла — Мухаммад Ибрагим Али Хан, наваб (1871—1908)
  - Манди — Биджай Сен, раджа (1851—1902)
  - Манипур — Чурачандра Сингх, раджа[англ.] (1891—1941)
  - Марвар (Джодхпур) — Джасвант Сингх II, махараджа (1873—1895)
  - Мевар (Удайпур) — Фатех Сингх, махарана (1884—1930)
  - Морви — Вагджи II Раваджи, тхакур сахиб (1870—1922)
  - Мудхол — Вьянкатрао II Радж Горпаде, раджа (1862—1900)
  - Набха — Хира Сингх, махараджа (1871—1911)
  - Наванагар — Вибхаджи II Ранмалджи, джам сахеб (1852—1895)
  - Нарсингхгарх — Махтаб Сингх, раджа (1890—1896)
  - Орчха — Пратап Сингх, махараджа (1874—1930)
  - Паланпур — Шер Мохаммад Хан, диван (1878—1910)
  - Панна — Рудра Пратап Сингх, махараджа (1870—1893)
  - Патиала — Раджиндер Сингх, махараджа (1876—1900)
  - Порбандар — Викрамаджи Химоджираджи, рана (1831—1900)
  - Пратабгарх — Рагхунат Сингх, махарават (1890—1929)
  - Пудуккоттай — Мартанда Бхайрава Тондаймен, раджа (1886—1928)
  - Раджгарх — Бальбхадра Сингх, раджа (1886—1902)
  - Раджпипла — Гамбхирсинхджи II, махарана (1860—1897)
  - Радханпур — Мохаммад Бисмиллах Хан, наваб (1874—1895)
  - Рампур — Хамид Али Хан, наваб (1889—1930)
  - Ратлам — Ранджит Сингх, раджа (1864—1893)
  - Рева — Венкатраман Раманудж Прасад Сингх Джу Део, махараджа (1880—1918)
  - Савантвади — Рагхунат Савант Бхонсле, раджа (1869—1899)
  - Саилана — Дулех Сингх, раджа (1850—1895)
  - Самтхар — Чатар Сигнх, махараджа (1877—1896)
  - Сангли — Дхунди Рао Чинтаман Рао, рао (1851—1901)
  - Сват[англ.] — междуцарствие (1878—1918)
  - Сирмур — Шамшер Пракаш, махараджа (1856—1898)
  - Сирохи — Кешри Сингх, махарао (1889—1920)
  - Ситамау — Бахадур Сингх, раджа (1885—1899)
  - Сонепур — Пратап Рудра Сингх, раджа (1891—1902)
  - Сукет — Дашт Никандан Сен, раджа (1879—1908)
  - Тонк — Мухаммад Ибрагим Али Хан, наваб (1867—1930)
  - Траванкор — Мулам Тхирунал Рама Варма V, махараджа (1885—1924)
  - Трипура — Бир Чандра Маникья, раджа (1862—1896)
  - Фаридкот — Викрам Сингх, махараджа (1874—1898)
  - Хаирпур — Али Мурад Хан, мир (1842—1894)
  - Хайдарабад — Асаф Джах VI, низам (1869—1911)
  - Харан — Новруз, мир (1885—1909)
  - Хиндол[англ.] — Джанардан Сингх, раджа[англ.] (1876—1906)
  - Хунза[англ.] — Мохаммад Назим Хан, мир[англ.] (1892—1938)
  - Чамба — Шам Сингх, раджа (1873—1904)
  - Чаркхари — Малхан Сингх, махараджа (1880—1908)
  - Читрал —
    - Аман уль-Мульк, мехтар (1857—1892)
    - Афзал уль-Мульк, мехтар (1892)
    - Шер Афзал, мехтар (1892)
    - Низам уль-Мульк, мехтар (1892—1895)

  - Чхатарпур — Вишванатх Сингх, раджа (1867—1895)
  - Шахпура — Нахар Сингх, раджа (1870—1932)
- Бруней — Хашим Джалилуль Алам Акамаддин, султан (1885—1906)
- Бутан — Сэнгье Дорджи, друк дези (1885—1901)
- Вьетнам — Тхань-тхай Фе-де, император (1889—1907)
- Джебель-Шаммар — Мухаммад ибн Абдаллах Аль Рашид, эмир (1872—1897)
- Дубай — Рашид ибн Мактум, шейх (1886—1894)
- Индонезия —
  - Аче — Алауддин Мухаммад Дауд Шах II, султан (1874—1903)
  - Бачан — междуцарствие (1889—1900)
  - Дели — Мамун аль-Рашид Перкаша Алам Шах, туанку (1873—1924)
  - Джокьякарта — Хаменгкубувоно VII, султан (1877—1921)
  - Мангкунегаран — Мангкунегара V, султан (1881—1896)
  - Понтианак — Юсуф Алькадри, султан (1872—1895)
  - Саравак — Чарльз Энтони Брук, раджа (1868—1917)
  - Сиак — Аль-Саид аль-Шариф Хасьим Абдул Джалил Зияифуддин, Султан (1889—1908)
  - Сулу — Харун ар-Рашид, султан[англ.] (1884—1894)
  - Суракарта — Пакубовоно IX, сусухунан (1861—1893)
  - Тернате — Аянхар, султан (1879—1900)
  - Тидоре — Саид Ахмад Фатуддин Зия, султан[англ.] (1867—1892)
- Иран  — Насер ад-Дин, шах (1848—1896)
- Йемен —
  - Алави —
    - Саид ибн Салих аль-Алави, шейх (1875—1892)
    - Шаиф III ибн Саид аль-Алави, шейх (1892—1898)

  - Акраби — Абдалла ибн Хайдара аль-Акраби, шейх (1858—1905)
  - Аудхали — Хамид ибн Джабиль, |султан (1890—1900)
  - Верхний Аулаки — Салих ибн Абдалла, султан (1887—1935)
  - Верхняя Яфа — Мухаммад I бин Али бин Салих бин Ахмад аль-Хархара, султан (1875—1895)
  - Дали — Шаиф бин Сайф аль-Амири, эмир (1886—1911)
  - Касири — Мансур ибн Галиб, султан (1880—1929)
  - Лахедж — Фадл III ибн Али, султан (1863, 1874—1898)
  - Мафлахи — Абд аль-Рахман ибн Аль-Касим аль-Саккаф, шейх (1885—1920)
  - Нижний Аулаки —
    - Абу Бакр I ибн Абдаллах аль-Аулаки, султан (1863—1892)
    - Салих ибн Али аль-Аулаки, султан (1892—1900)

  - Нижняя Яфа — Ахмад II ибн Али аль-Афифи, султан (1891—1893)
  - Фадли — Ахмад V бин Хусайн аль-Фадли, султан (1877—1907)
  - Хаушаби — Мухсин I ибн Али аль-Хаушаби, султан (1886—1894)
  - Шаиб — Али ибн аль-Мани аль-Саклади, шейх (1880—1915)
- Камбоджа — Нородом I, король (1860—1904)
- Катар — Джасим бин Мухаммад Аль Тани, эмир (1876—1913)
- Китай (Империя Цин)  — Гуансюй (Цзайтянь), император[англ.] (1875—1908)
- Кувейт —
  - Абдалла II ибн Сабах ас-Сабах, шейх (1866—1892)
  - Мухаммад I ибн Сабах ас-Сабах, шейх (1892—1896)
- Лаос  —
  - Луангпхабанг  — Ун Кхам, король (1868—1895)
  - Тямпасак  — Кхам Сук, король (1863—1900)
- Малайзия —
  - Джохор — Абу Бакар, Султан[англ.] (1886—1895)
  - Кедах — Абдул Хамид Халим, султан[англ.] (1881—1943)
  - Келантан — Мансур ибн Ахмад, раджа[англ.](1890—1899)
  - Негери-Сембилан — Мухаммад, ямтуан бесар (1888—1933)
  - Паханг — Ахмад Муаззам Шах, султан (1881—1914)
  - Перак — Идрис Муршидул Аззам-шах, раджа (1887—1916)
  - Перлис — Сафи, раджа (1887—1905)
  - Селангор — Абдул Самад, султан (1857—1898)
  - Сетул[англ.] — Тунку Абдул Рахман ибн аль-Мархум Тунку Исмаил, раджа[англ.] (1888—1897)
  - Тренгану — Зайнал Абидин III, султан (1881—1918)
- Мальдивы —
  - Ибрагим Нураддин, султан (1882—1886, 1888—1892)
  - Мухаммад Имадуддин V, султан (1892—1893)
- Мьянма (Шанские княжества) —
  - Йонгве[англ.] — Сао Он, Саофа[англ.] (1886—1897)
  - Кенгтунг[англ.] — Кон Кхам Хпу, саофа[англ.] (1886—1895)
  - Локсок (Ятсок)[англ.] — Хкун Ну, саофа[англ.] (1887—1900)
  - Мокме[англ.] — Хкун Хмом II, саофа[англ.] (1887—1888, 1888—1899)
  - Монгнай[англ.] — Хкун Ки, саофа[англ.] (1875—1882, 1888—1914)
  - Монгпай[кат.] — Хкун Хсурья, саофа[кат.] (1890—1907)
  - Монгпон[англ.] — Хкун Та, саофа[англ.] (1860—1928)
  - Северное Сенви[англ.] — Хкун Санг Тон Хунг, саофа[англ.] (1888—1915)
  - Сипау[англ.] — Хкун Сенг, саофа[англ.] (1886—1902)
  - Южное Сенви[англ.] — Но Монг, саофа[англ.] (1888—1913)
- Непал —
  - Притхви Бир Бикрам Шах, король (1881—1911)
  - Бир Шамшер Джанг Бахадур Рана, премьер-министр (1885—1901)
- Оман — Фейсал бен Турки, султан (1888—1913)
- Османская империя — Абдул-Хамид II, султан (1876—1909)
- Сиам (Раттанакосин)  — Рама V (Чулалонгкорн), король (1868—1910)
- Сикким — Тхутоб Намгъял, чогьял (1874—1914)
- Тибет — Тхуптэн Гьяцо (Далай-лама XIII), далай-лама[англ.] (1879—1933)
- Узбекистан —
  - Бухарский эмират — Сеид Абдулахад, эмир (1885—1910)
  - Хивинское ханство (Хорезм) — Мухаммад Рахим II, хан (1864—1910)
- Чосон  — Коджон, ван (1864—1897)
- Шарджа  — Сакр II бин Халид, эмир (1883—1914)
- Япония — Муцухито (император Мэйдзи), император (1867—1912)

## Америка
- Аргентина —
  - Карлос Пеллегрини, президент (1890—1892)
  - Луис Саэнс Пенья, президент (1892—1895)
- Боливия —
  - Анисето Арсе Руис, президент (1888—1892)
  - Мариано Баптиста Касерта, президент (1892—1896)
- Бразилия — Флориану Пейшоту, президент (1891—1894)
- Венесуэла —
  - Раймундо Андуэса Паласио, президент (1890—1892)
  - Гильермо Телль Вильегас, президент (1868—1869, 1892)
  - Гильермо Телль Вильегас Пулидо, президент (1892)
  - Хоакин Креспо, президент (1884—1886, 1892—1898)
- Гаити — Луи Ипполит, президент (1889—1896)
- Гватемала —
  - Мануэль Барильяс Берсиан, президент (1885—1892)
  - Хосе Рейна Барриос, президент (1892—1898)
- Гондурас — Понсиано Лейва Мадрид, президент (1891—1893)
- Доминиканская Республика — Улисес Эро, президент (1882—1884, 1887—1899)
- Канада —
  - Виктория, королева (1867—1901)
  - Фредерик Стэнли, генерал-губернатор (1888—1893)
  - Джон Джозеф Эббот, премьер-министр (1891—1892)
  - Джон Спэрроу Томпсон, премьер-министр (1892—1894)
- Колумбия —
  - Карлос Ольгин Мальярино, президент (1888—1892)
  - Рафаэль Нуньес Моледо, президент (1880—1882, 1884—1886, 1887—1888, 1892—1894)
- Коста-Рика — Хосе Хоакин Родригес, президент (1890—1894)
- Мексика — Порфирио Диас, президент (1877—1880, 1884—1911)
- Никарагуа — Роберто Сакаса Сарриа, президент (1889—1891, 1891—1893)
- Парагвай — Хуан Гуальберто Гонсалес, президент (1890—1894)
- Перу — Ремихио Моралес Бермудес, президент (1890—1894)
- Сальвадор — Карлос Эсета, президент (1890—1894)
- Соединённые Штаты Америки — Бенджамин Гаррисон, президент (1889—1893)
- Уругвай — Хулио Эррера-и-Обес, президент (1890—1894)
- Чили — Хорхе Монт, президент (1891—1896)
- Эквадор —
  - Антонио Флорес Хихон, президент (1888—1892)
  - Луис Кордеро Креспо, президент (1892—1895)

## Африка
- Аусса — Мухаммад ибн Ханфаде, султан (1862—1902)
- Ашанти — Премпех I, ашантихене (1888—1902)
- Баоль[фр.] — Таанор Гон Дьен, тень[фр.] (1890—1894)
- Багирми — Абд ар-Рахман Гуранг II, султан (1885—1897)
- Бенинское царство — Овонрамвен, оба[англ.] (1888—1897)
- Буганда — Мванга II, кабака (1884—1888, 1889—1897)
- Буньоро — Кабарега Чва II, омукама (1869—1898)
- Бурунди — Мвези IV Гисабо, мвами (король) (1850—1908)
- Бусса[англ.] — Кигера II Джибрим дан Торо дан Киторо, киб (1862—1895)
- Вадаи — Юсуф ибн Али, колак (султан)[англ.] (1874—1898)
- Варсангали[англ.] — Али Шир, султан[кат.] (1889—1897)
- Вогодого — Вобго, нааба (1889—1897)
- Волаитта (Велайта)[нем.] — Тона, каво[англ.] (1890—1896)
- Газа[англ.] — Гунгуньяна, инкоси[кат.] (1884—1895)
- Гвирико[англ.] —
  - Сабана, царь[англ.] (1885—1892)
  - Тьеба Уаттара Ньяндан, царь[англ.] (1892—1897)
- Дагомея — Беханзин, ахосу (1889—1894)
- Дамагарам — Сулейман дан Айса, султан (1884—1893)
- Денди[англ.] — Малла, аскья[англ.] (1887—1901)
- Джимма[англ.] — Абба Джифар II, король[англ.] (1878—1932)
- Египетский хедиват —
  - Тауфик-паша, хедив (1879—1892)
  - Аббас II Хильми, хедив (1892—1914)
  - Нубар-паша, премьер-министр (1878—1895)
- Занзибар — Али ибн Саид, султан (1890—1893)
- Каффа — Гаки Шеротшо, царь (1890—1897)
- Кенедугу — Тиба Траоре, фаама (1866—1893)
- Койя — Баи Компа, регент (1890—1896)
- Конго — Альваро XIV, маниконго[англ.] (1891—1896)
- Либерия —
  - Хилари Ричард Райт Джонсон, президент (1884—1892)
  - Джозеф Джеймс Чизмен, президент (1892—1896)
- Маджиртин — Кисмаан II Осман Махмуд, султан (1860—1927)
- Малагасийское королевство — Ранавалуна III, королева (1883—1897)
- Мандара — Букар Нарбанья, султан (1842—1894)
- Марокко — Хасан I, султан (1873—1894)
- Махдистский Судан — Абдуллах ибн Мухаммад ат-Таиша, халиф (1885—1899)
- Нри[англ.] — Обалике, эзе[англ.] (1886—1911)
- Оранжевое Свободное Государство — Фрэнсис Уильям Рейц, государственный президент (1889—1895)
- Руанда — Кигели IV Рвабугири, мвами (1853—1895)
- Салум — Маад Салум Гедаль Мбож, маад (1879—1896)
- Свазиленд (Эватини) — междуцарствие (1889—1895)
- Сокото — Абд ар-Рахман дан Абу-Бакр, султан[англ.] (1891—1902)
- Тиджания Омара ал-Хаджа —
  - Ахмаду Секу Тол, фаама (1864—1892)
  - в 1892/1893 году ликвидирована французами, территория включена в состав колонии Французская Западная Африка
- Трарза — Ахмед Салим II, эмир (1891—1902)
- Тунис — Али III ибн аль-Хуссейн, бей (1882—1902)
- Эфиопия — Менелик II, император (1889—1913)
- Южно-Африканская Республика (Трансвааль) — Пауль Крюгер, президент (1883—1902)

## Европа
- Австро-Венгрия — Франц Иосиф I, император (1848—1916)
- Андорра —
  - Сади Карно, князь-соправитель (1887—1894)
  - Сальвадор Казаньяс-и-Пахес, епископ Урхельский, князь-соправитель (1879—1901)
- Бельгия —
  - Леопольд II, король (1865—1909)
  - Огюст Беернарт, премьер-министр (1884—1894)
- Болгария —
  - Фердинанд I, князь (1887—1908)
  - Стефан Стамболов, председатель Совета министров (1887—1894)
- Великобритания и Ирландия —
  - Виктория, королева (1837—1901)
  - Роберт Гаскойн-Сесил, премьер-министр (1885—1886, 1886—1892, 1895—1902)
  - Уильям Гладстон, премьер-министр (1868—1874, 1880—1885, 1886, 1892—1894)
- Германская империя —
  - Вильгельм II, император (1888—1918)
  - Лео фон Каприви, рейхсканцлер (1890—1894)
  - Ангальт — Фридрих I, герцог (1871—1904)
  - Бавария — Отто I, король (1886—1913)
  - Баден — Фридрих I, великий герцог (1856—1907)
  - Брауншвейг — под управлением назначаемых императором регентов (1884—1913)
  - Вальдек-Пирмонт — Георг Виктор, князь (1845—1893)
  - Вюртемберг — Вильгельм II, король (1891—1918)
  - Гессен —
    - Людвиг IV, великий герцог (1877—1892)
    - Эрнст Людвиг, великий герцог (1892—1918)

  - Мекленбург-Стрелиц — Фридрих Вильгельм II, великий герцог (1860—1904)
  - Мекленбург-Шверин — Фридрих Франц III, великий герцог (1883—1897)
  - Ольденбург — Пётр II, великий герцог (1853—1900)
  - Пруссия — Вильгельм II, король (1888—1918)
  - Рейсс-Гера — Генрих XIV, князь (1867—1913)
  - Рейсс-Грейц — Генрих XXII, князь (1859—1902)
  - Саксония — Альберт, король (1873—1902)
    - Саксен-Альтенбург — Эрнст I, герцог (1853—1908)
    - Саксен-Веймар-Эйзенах — Карл Александр, великий герцог (1853—1901)
    - Саксен-Кобург-Гота — Эрнст II, герцог (1844—1893)
    - Саксен-Мейнинген — Георг II, герцог (1866—1914)

  - Шаумбург-Липпе — Адольф I Георг, князь (1860—1893)
  - Шварцбург-Зондерсгаузен — Карл Гюнтер, князь (1880—1909)
  - Шварцбург-Рудольштадт — Гюнтер Виктор, князь (1890—1918)
- Греция —
  - Георг I, король (1863—1913)
  - Теодорос Дилияннис, премьер-министр (1885—1886, 1890—1892, 1895—1897, 1902—1903, 1905)
  - Константинос Константопулос, премьер-министр (1892)
  - Харилаос Трикупис, премьер-министр (1875, 1880, 1882—1885, 1886—1890, 1892—1893, 1893—1895)
- Дания —
  - Кристиан IX, король (1863—1906)
  - Якоб Брённум Скавениус Эструп, премьер-министр (1875—1894)
- Испания —
  - Альфонсо XIII, король (1886—1931)
  - Антонио Кановас дель Кастильо, премьер-министр (1874—1875, 1875—1879, 1879—1881, 1884—1885, 1890—1892, 1895—1897)
  - Пракседес Матео Сагаста, премьер-министр (1871—1872, 1874, 1881—1883, 1885—1888, 1892—1895, 1897—1899, 1901—1902)
- Италия —
  - Умберто I, король (1878—1900)
  - Антонио Старабба, премьер-министр (1891—1892, 1896—1898)
  - Джованни Джолитти, премьер-министр (1892—1893, 1903—1905, 1906—1909, 1911—1914, 1920—1921)
- Лихтенштейн — Иоганн II, князь (1858—1929)
- Люксембург —
  - Адольф, великий герцог (1890—1905)
  - Поль Эйшен, премьер-министр (1888—1915)
- Монако — Альбер I, князь (1889—1922)
- Нидерланды —
  - Вильгельмина, королева (1890—1948)
  - Гейсберт Ван Тинховен, премьер-министр (1891—1894)
- Норвегия — Оскар II, король (1872—1905)
- Португалия —
  - Карлуш I, король (1889—1908)
  - Жуан Кризоштому де Абреу и Соза, премьер-министр (1890—1892)
  - Жозе Диаш Феррейра, премьер-министр (1892—1893)
- Российская империя — Александр III, император (1881—1894)
- Румыния —
  - Кароль I, король (1881—1914)
  - Ласкэр Катарджу, премьер-министр (1889, 1891—1895)
- Святой Престол — Лев XIII, папа (1878—1903)
- Сербия — Александр Обренович, король (1889—1903)
- Франция —
  - Сади Карно, президент (1887—1894)
  - Шарль Фрейсине, премьер-министр (1879—1880, 1882, 1886, 1890—1892)
  - Эмиль Лубе, премьер-министр (1892)
  - Александр Рибо, премьер-министр (1892—1893, 1895, 1914, 1917)
- Черногория — Никола I Петрович, князь (1860—1910)
- Чехия — Франц Иосиф I, король (1848—1916)
- Швейцария — Вальтер Хаузер, президент (1892, 1900)
- Швеция —
  - Оскар II, король (1872—1907)
  - Эрик Густав Бустрём, премьер-министр (1891—1900, 1902—1905)

## Океания
- Гавайи — Лилиуокалани, королева (1891—1893)
- Новая Зеландия —
  - Виктория, королева (1840—1901)
  - Уильям Хилльер Онслоу, губернатор (1889—1892)
  - Дэвид Бойл, губернатор (1892—1897)
  - Джон Балланс, премьер-министр (1891—1893)
- Тонга —
  - Джордж Тупоу I, король (1875—1893)
  - Сиаоси Уилиами Тукуʻахо, премьер (1890—1893)

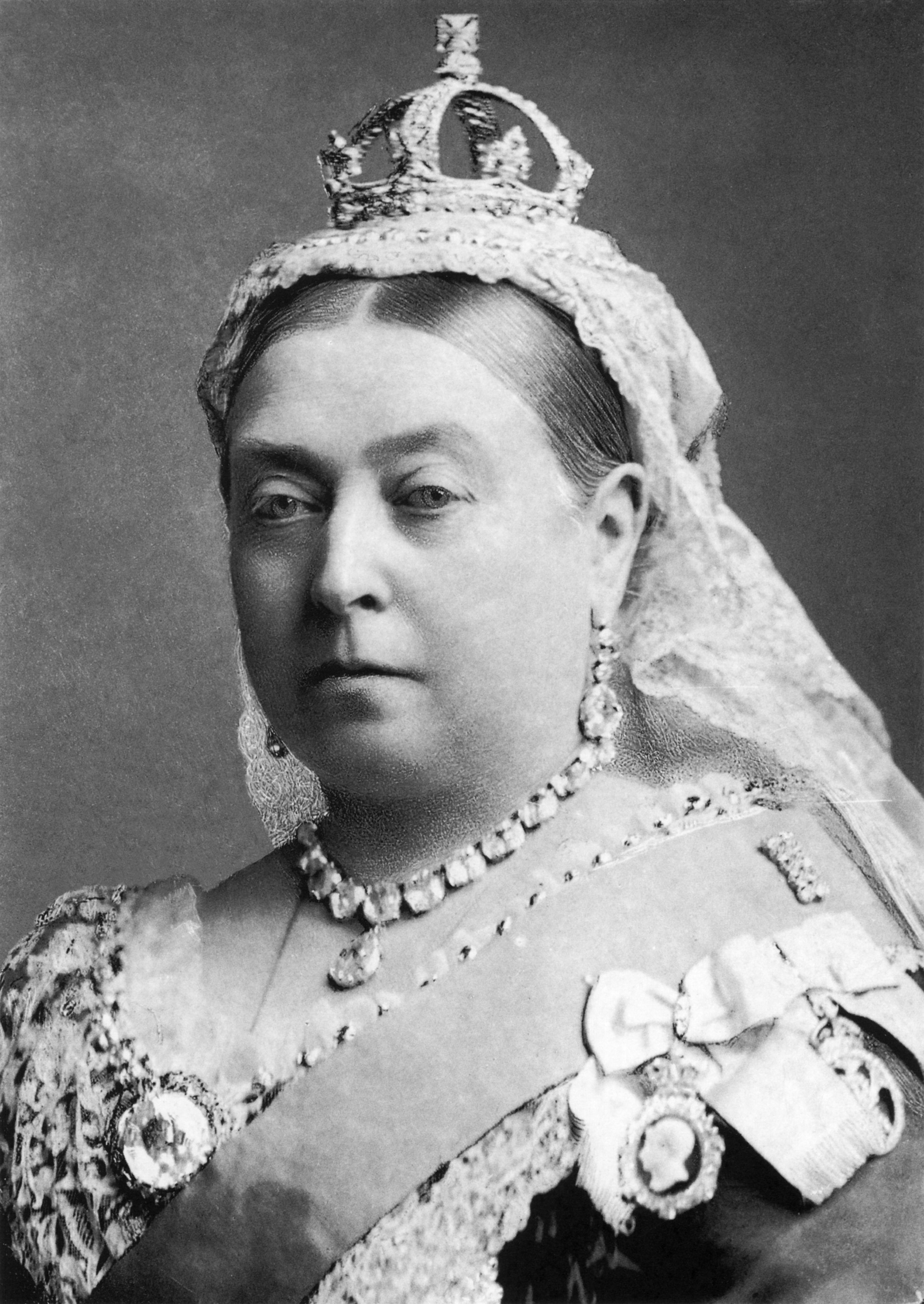
Виктория 1837-1901 Королева Великобритании
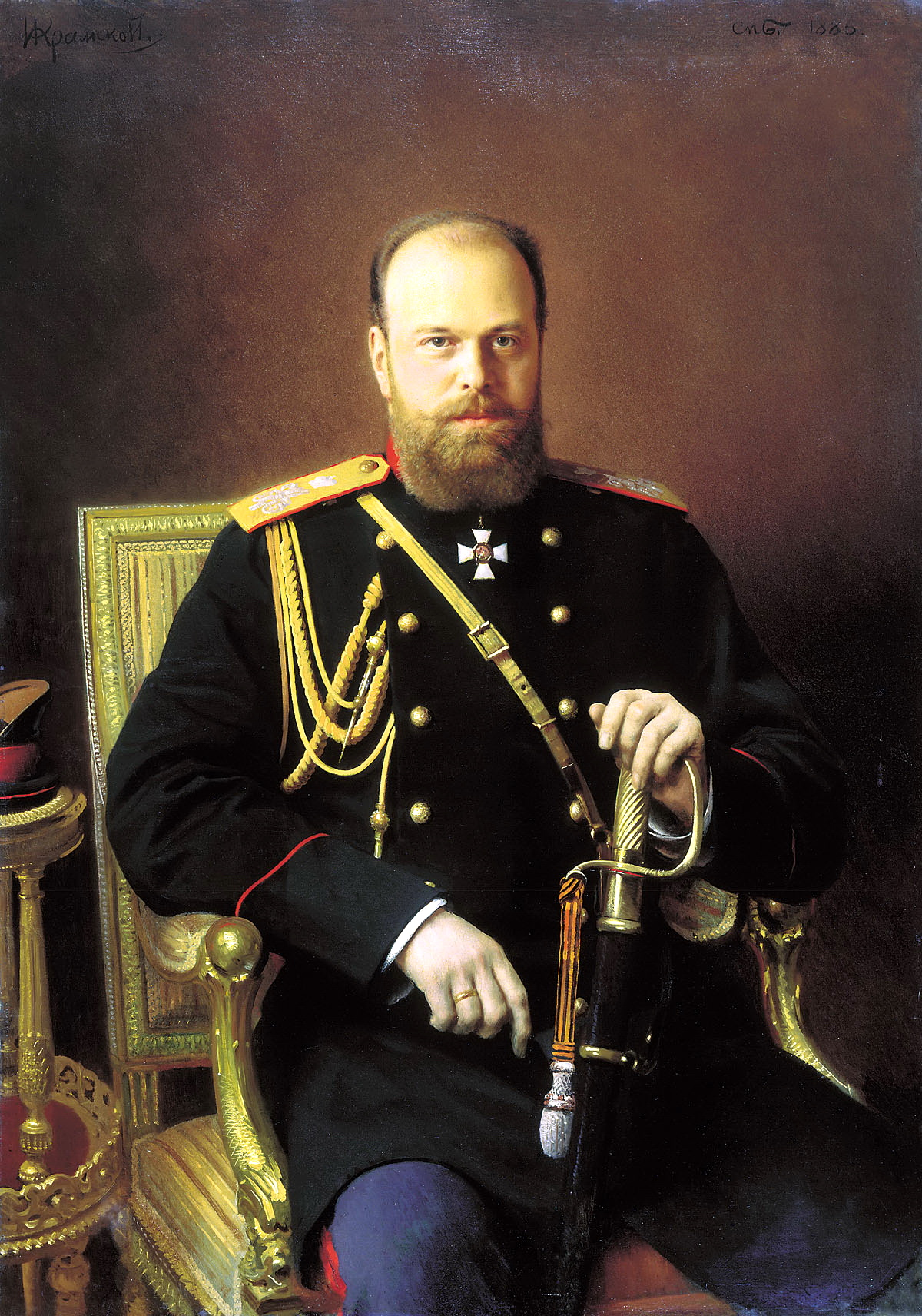
Александр III 1881-1894 Император Всероссийский
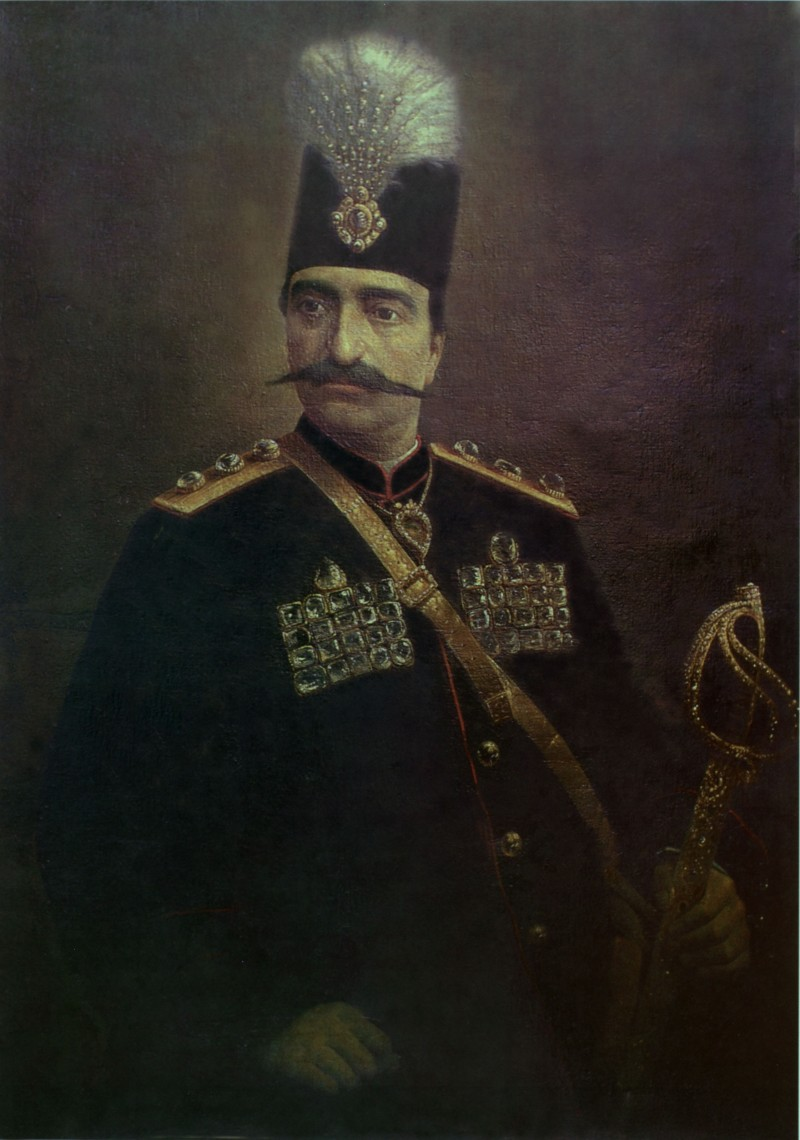
Насер ад-Дин 1848-1896 Шах Ирана
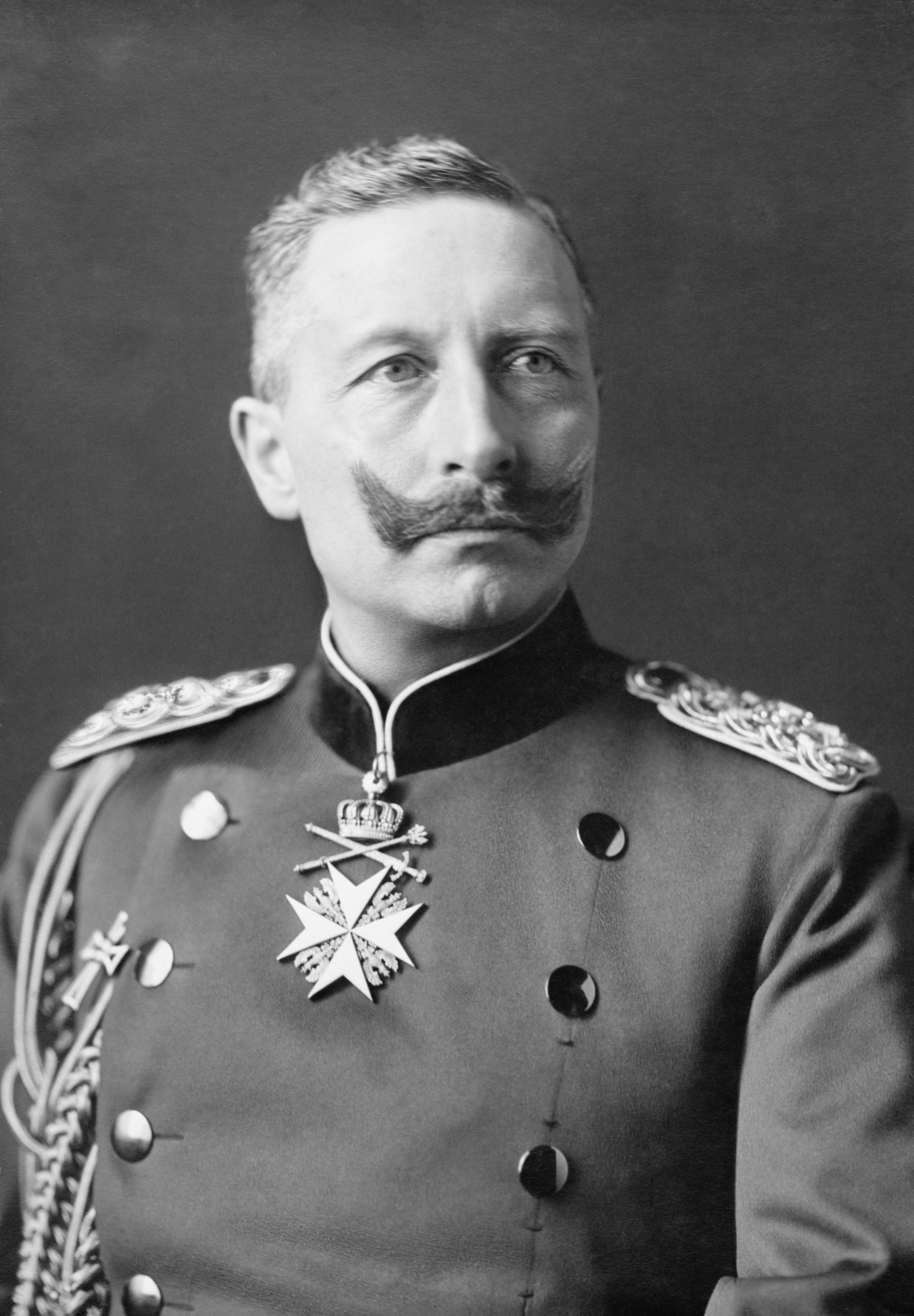
Вильгельм II 1888-1918 Германский император
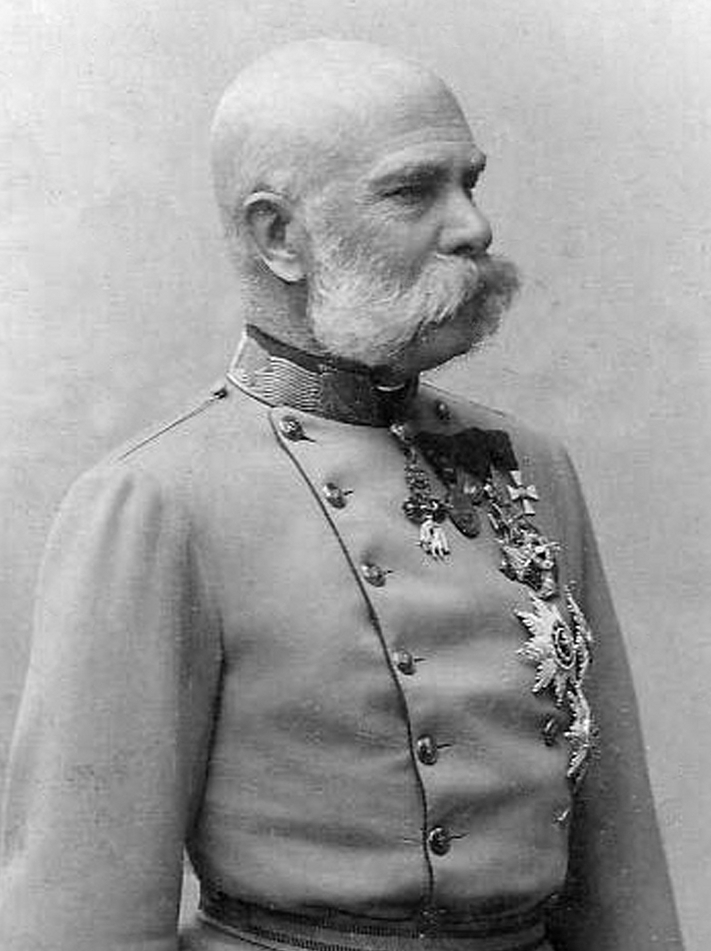
Франц-Иосиф I 1848-1916 Император Австро-Венгрии и король Чехии
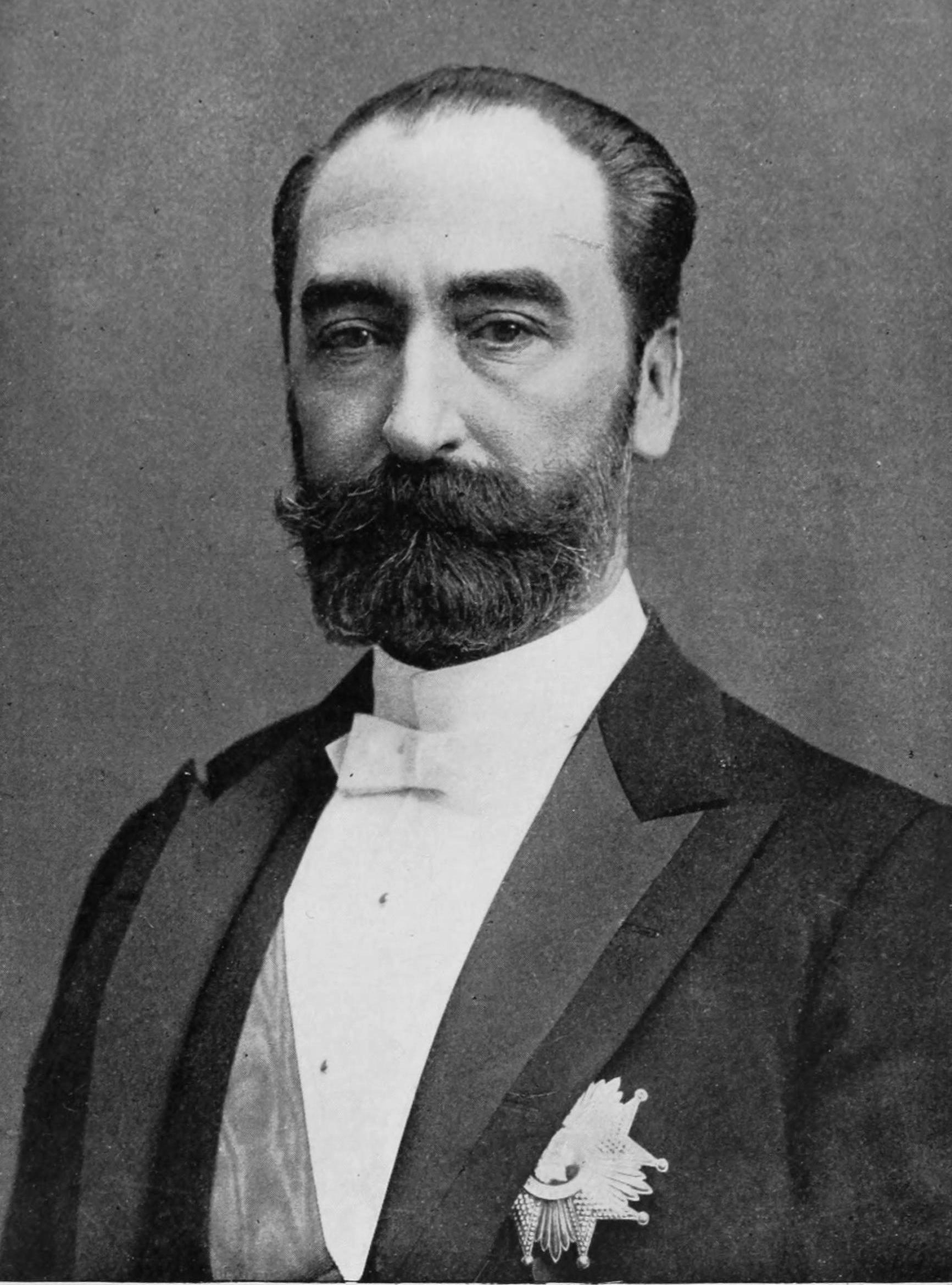
Сади Карно 1887-1894 президент Франции
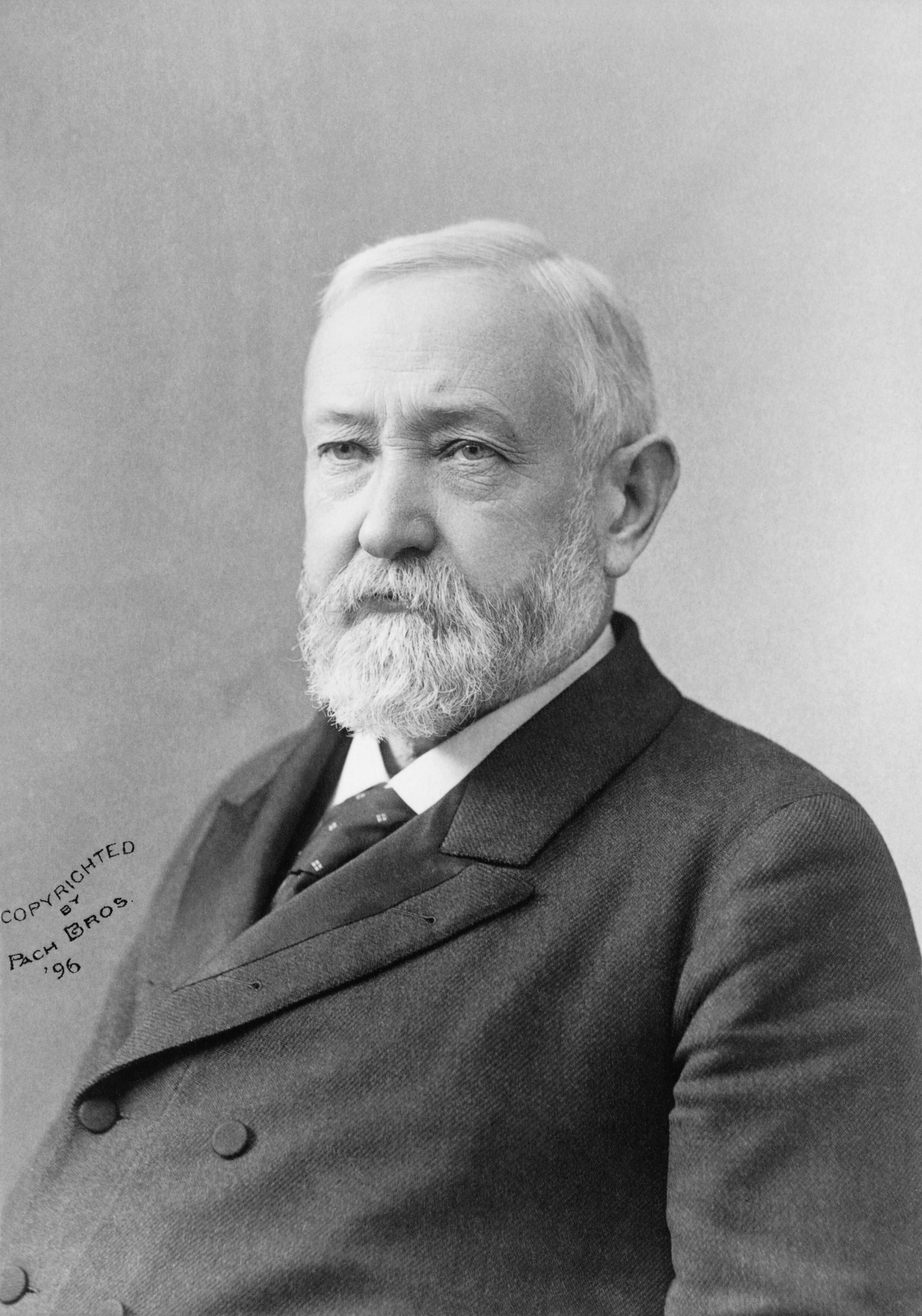
Бенджамин Гаррисон 1889-1893 Президент США
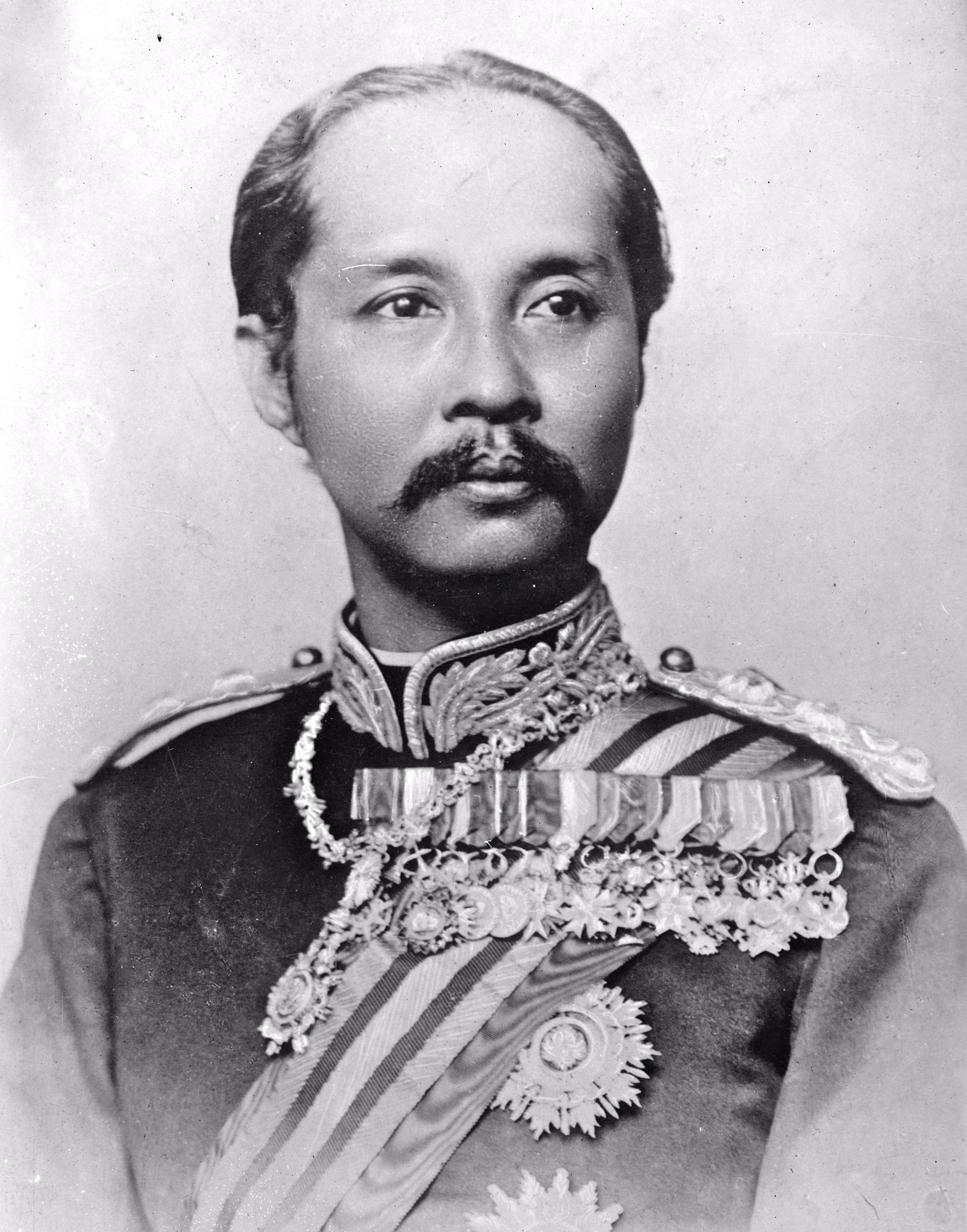
Чулалонгкорн (Рама V) 1868-1910 Король Сиама
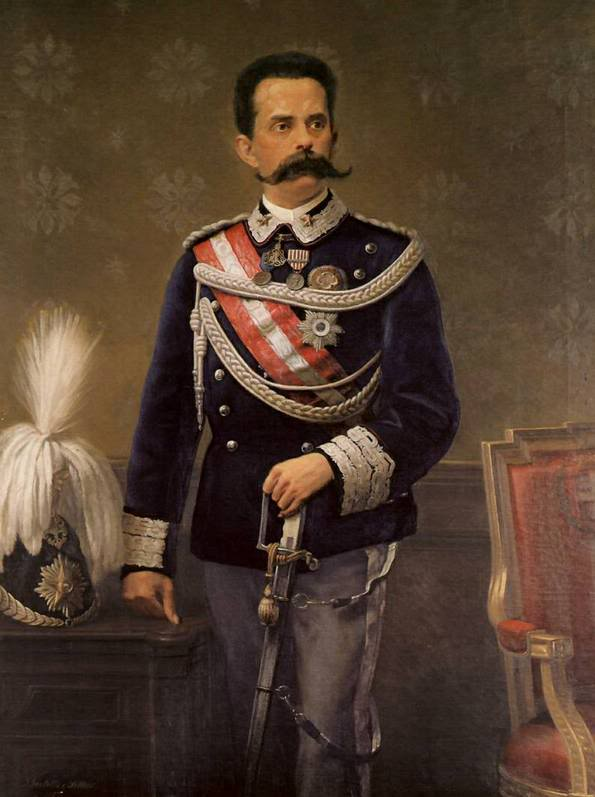
Умберто I 1878-1900 Король Италии
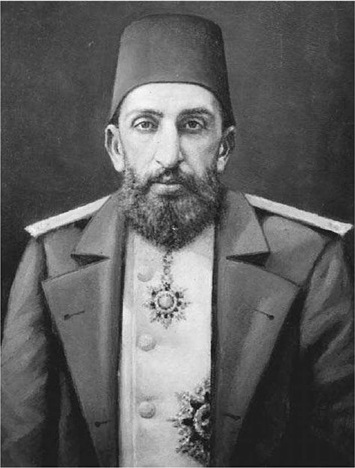
Абдул-Хамид II 1876-1909 Османский султан
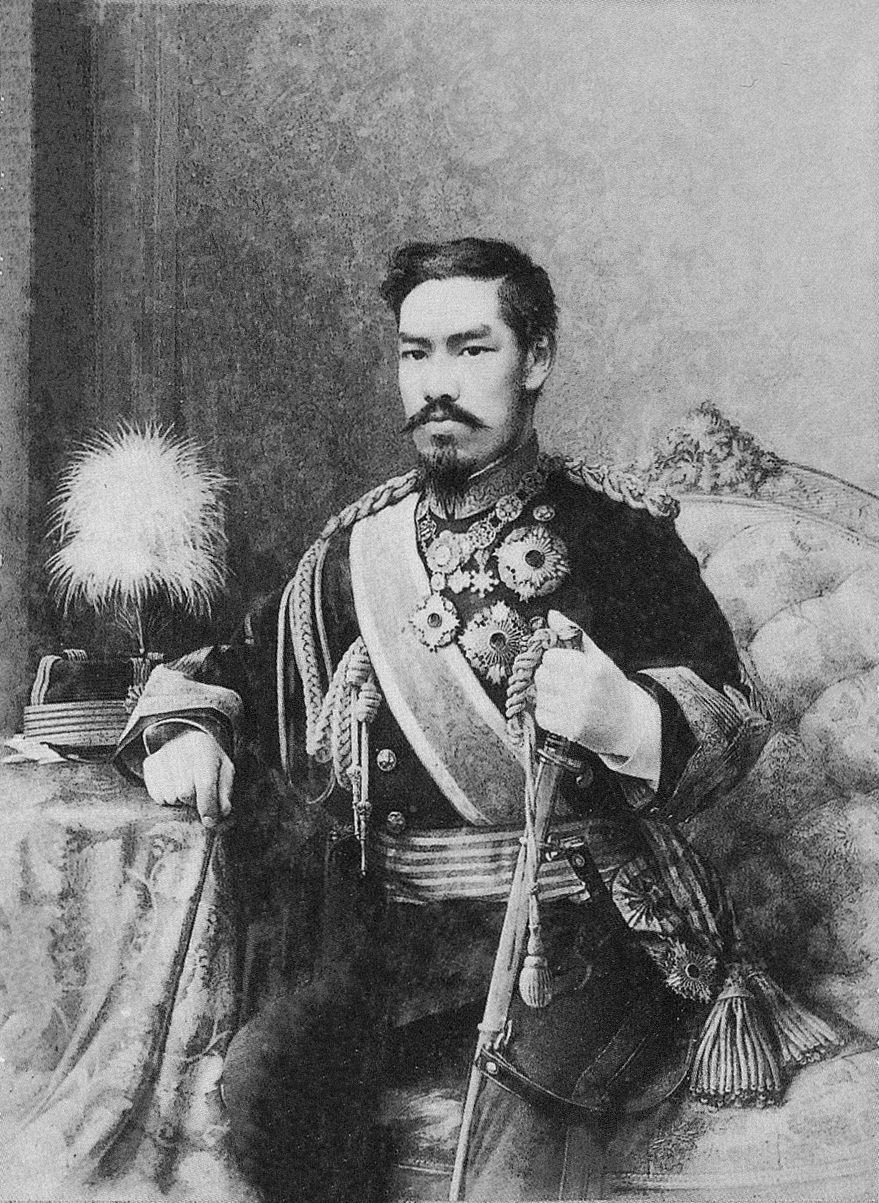
Мэйдзи 1867-1912 Император  Японии
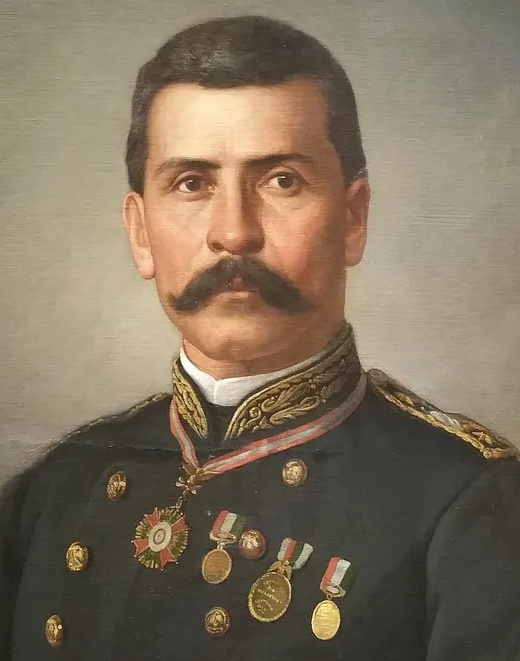
Порфирио Диас 1877-1880, 1884-1911 Президент Мексики
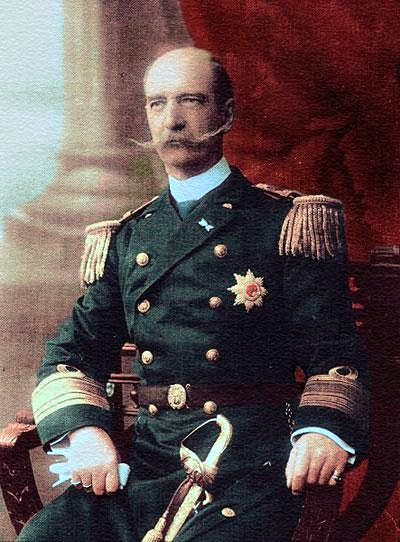
Георг I 1863-1913 Король Греции
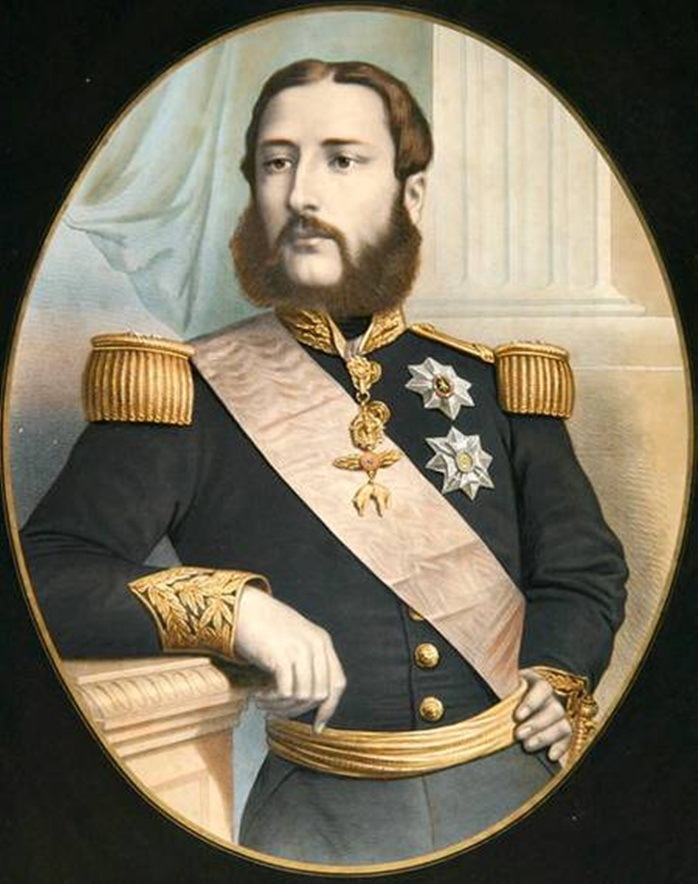
Леопольд II 1865-1909 Король Бельгии
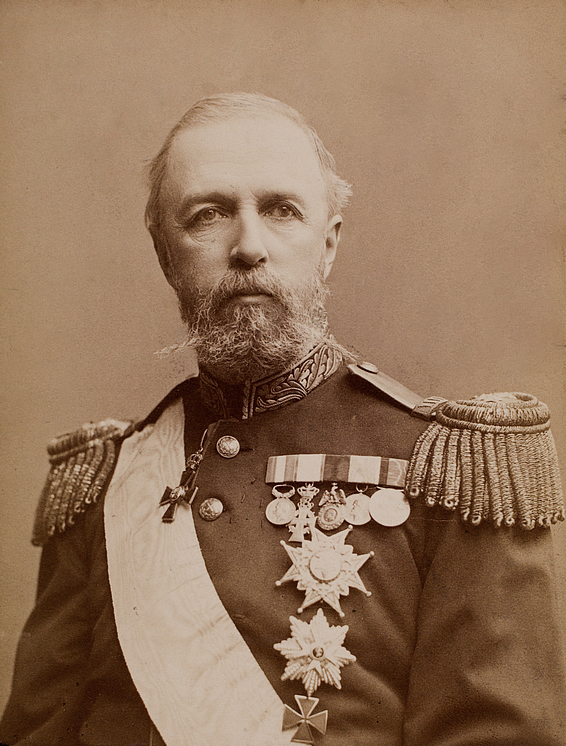
Оскар II 1872-1905 Король Швеции и Норвегии
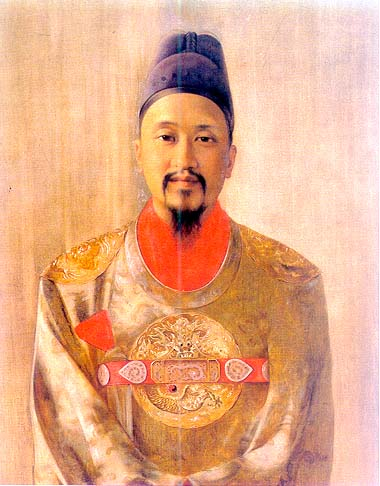
Коджон 1864-1897 Ван Чосона
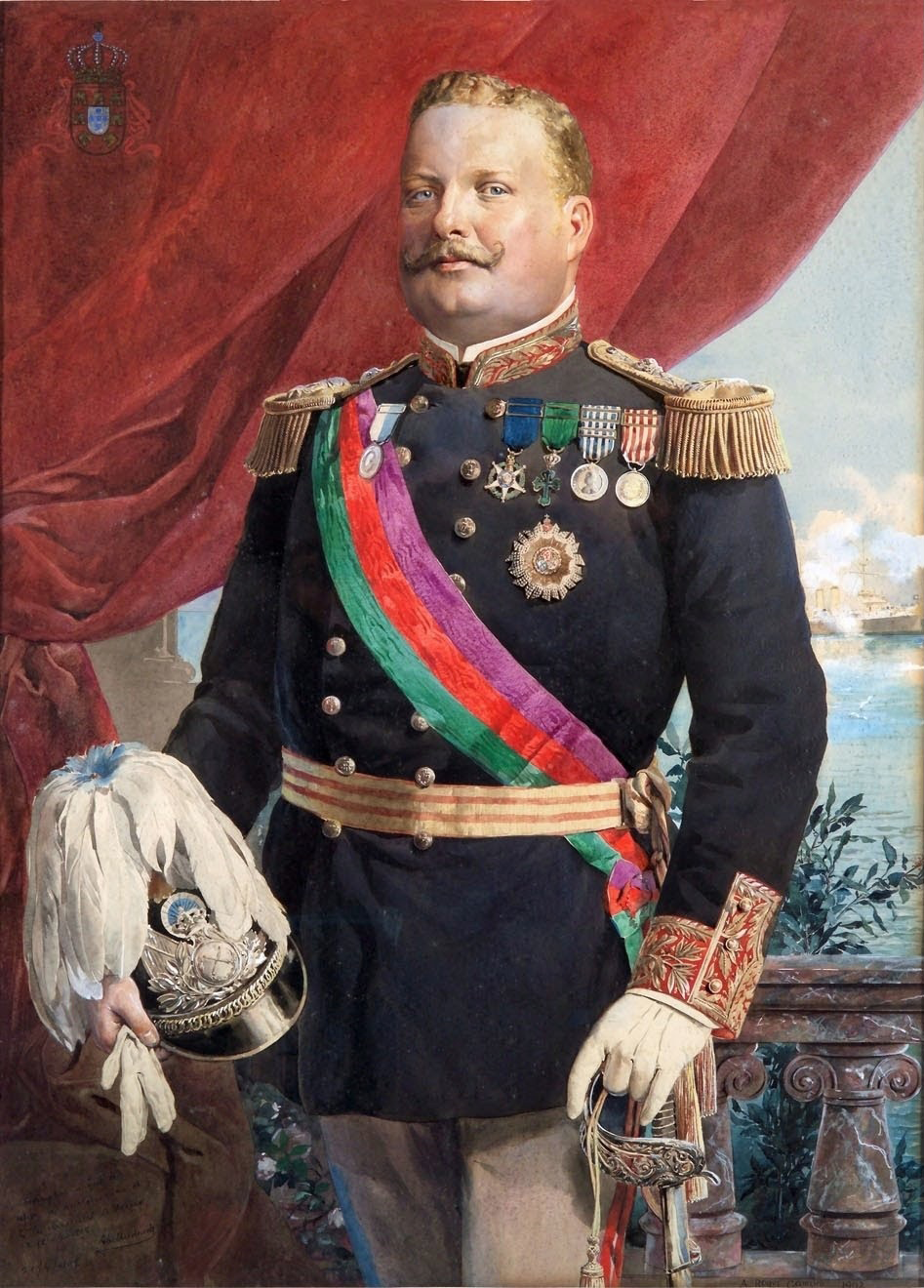
Карлуш I 1889-1908 Король Португалии
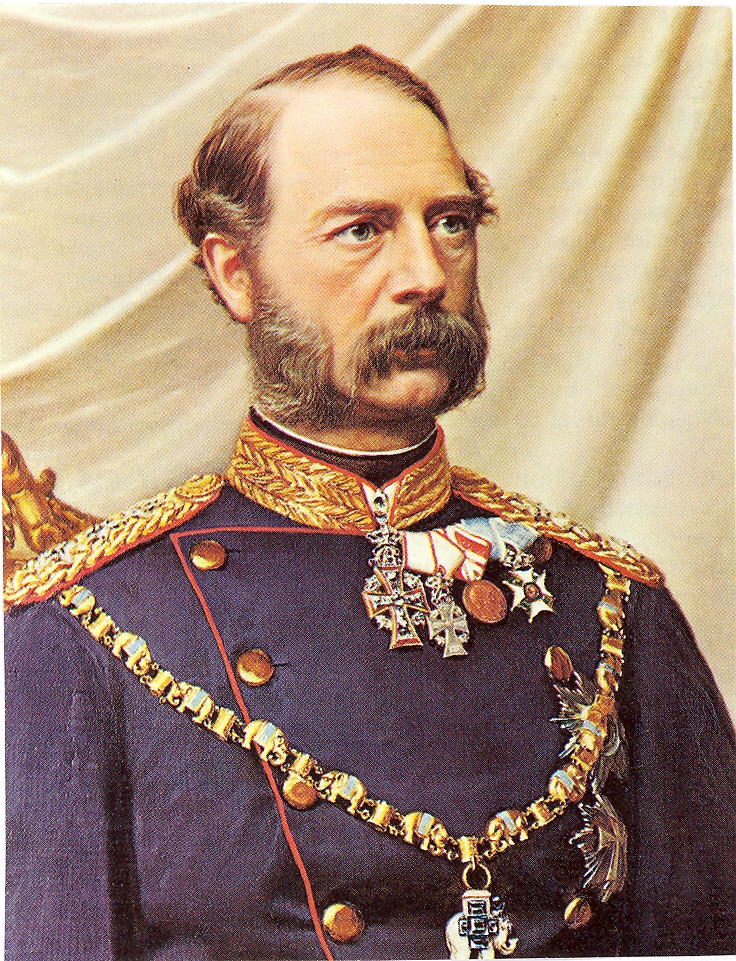
Кристиан IX 1863-1906 Король Дании
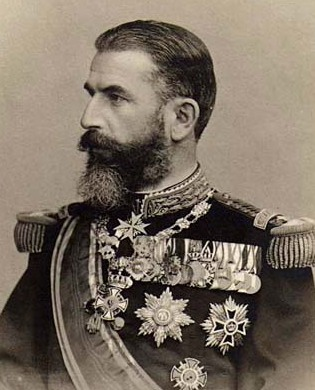
Кароль I 1881-1914 Король Румынии
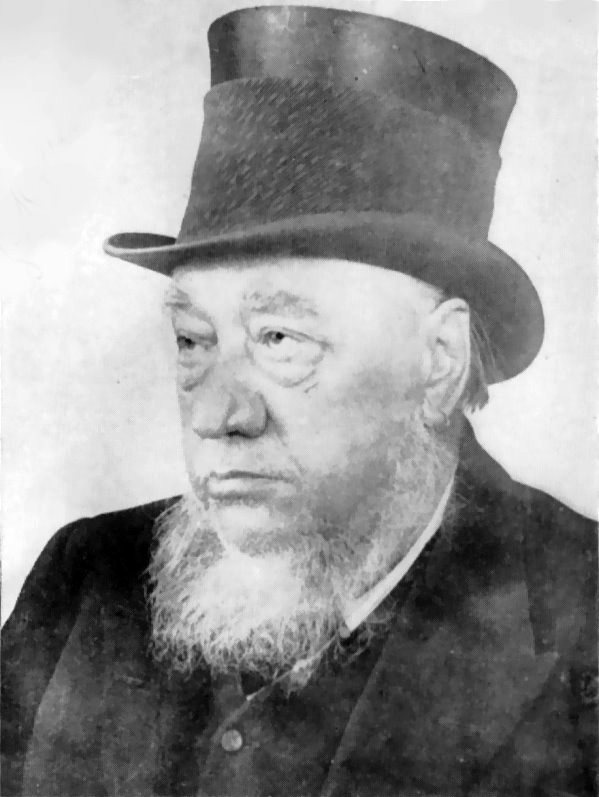
Пауль Крюгер 1883-1902 Президент Трансвааля
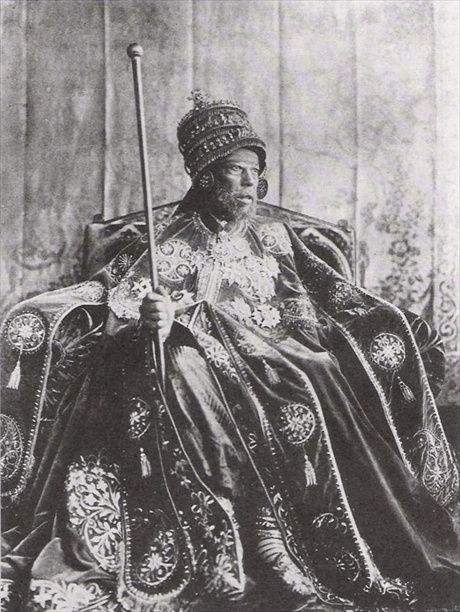
Менелик II 1889-1913 Император Эфиопии
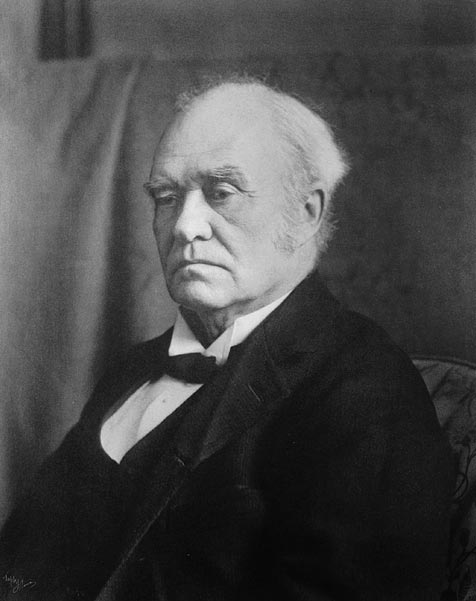
Джон Джозеф Эббот 1891-1892 Премьер-министр Канады
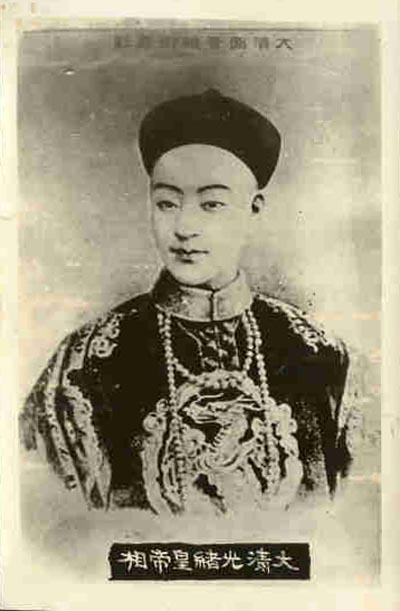
Гуансюй 1875-1908 Император Китая (Цин)
Александр Обренович 1889-1903 Король Сербии
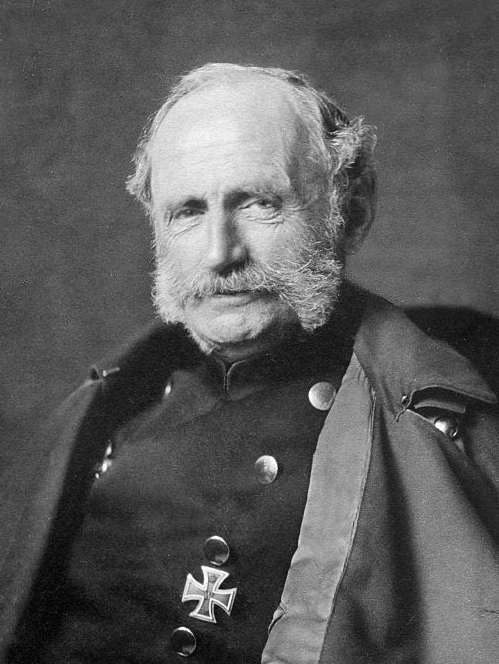
Альберт 1873-1902 Король Саксонии
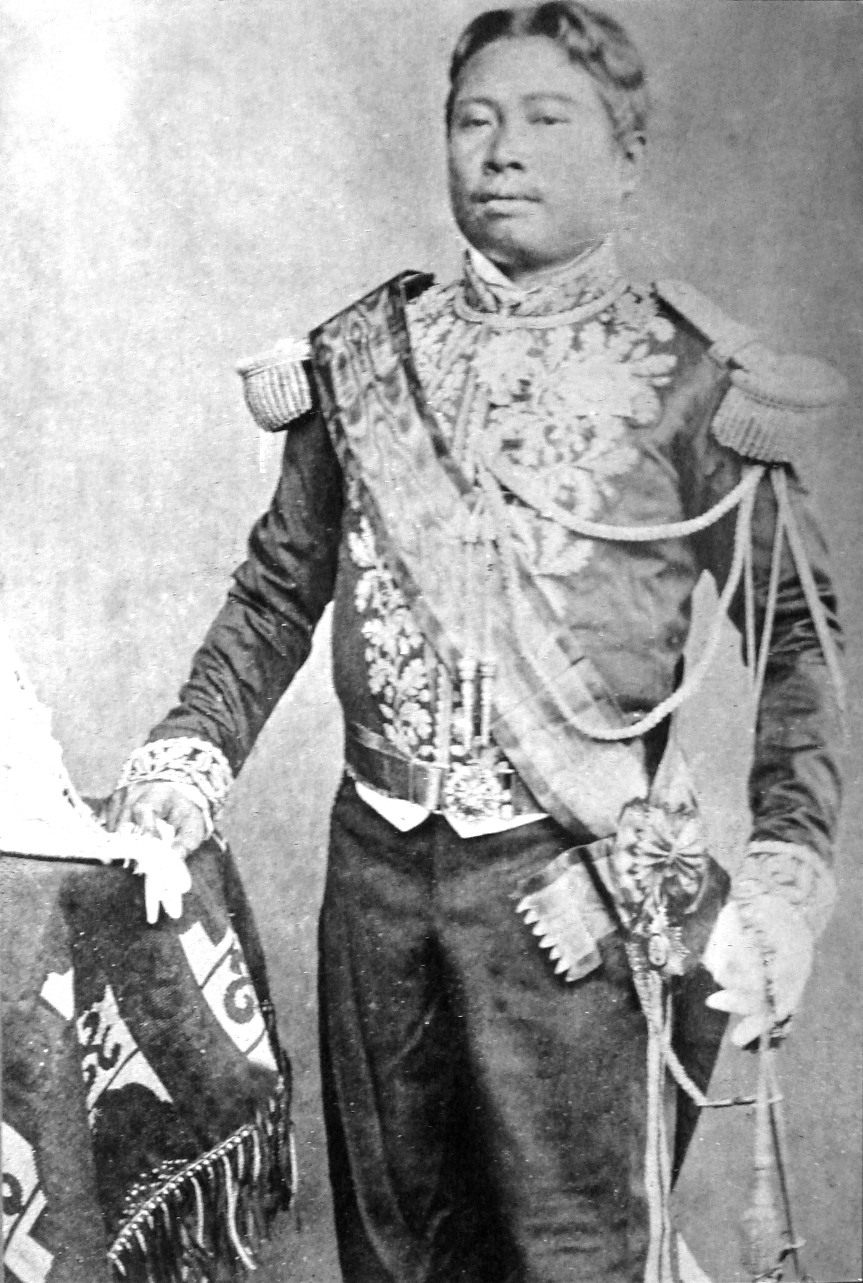
Нородом I 1860-1904 Король Камбоджи
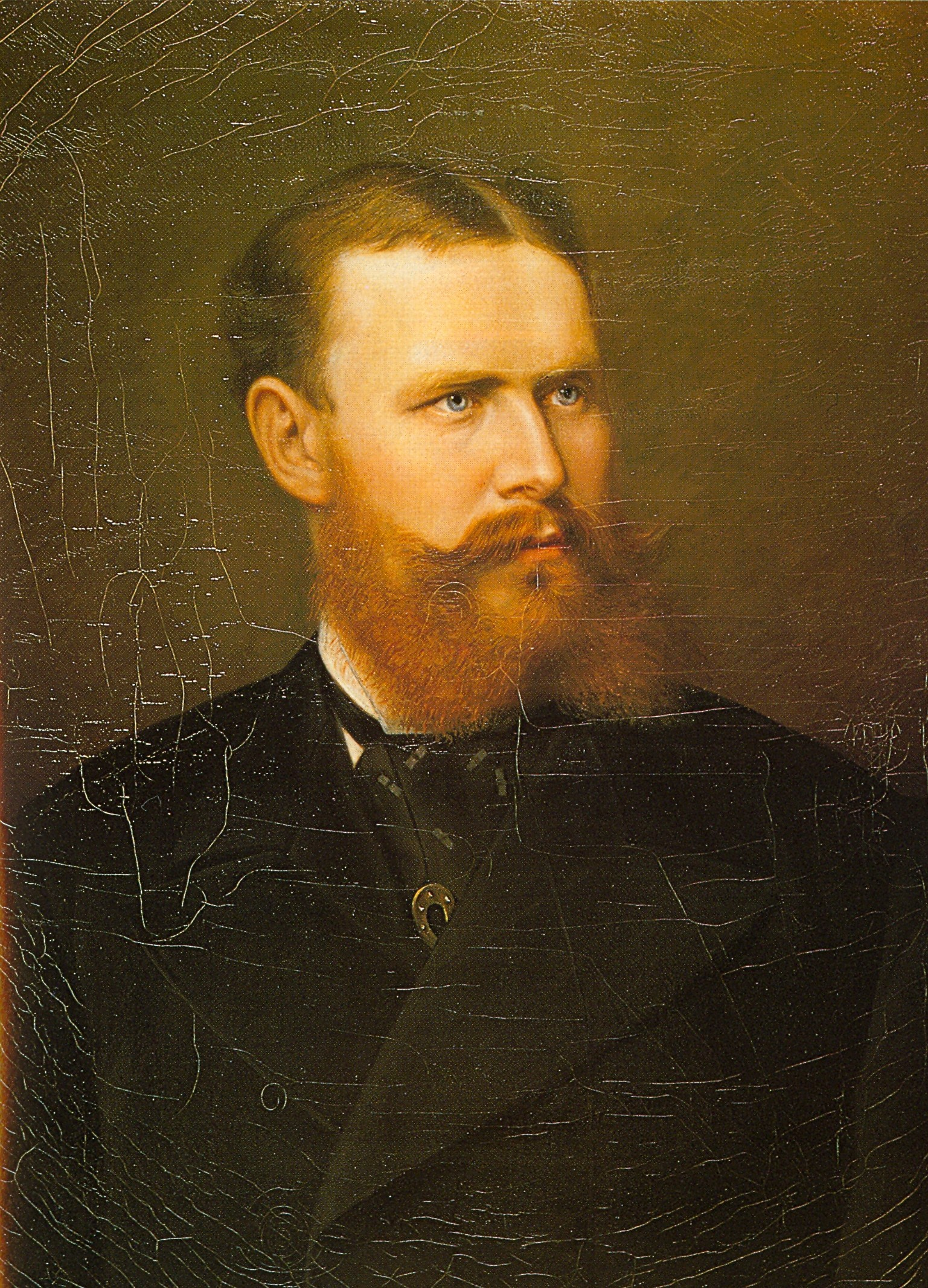
Вильгельм II 1891-1918 Король Вюртемберга
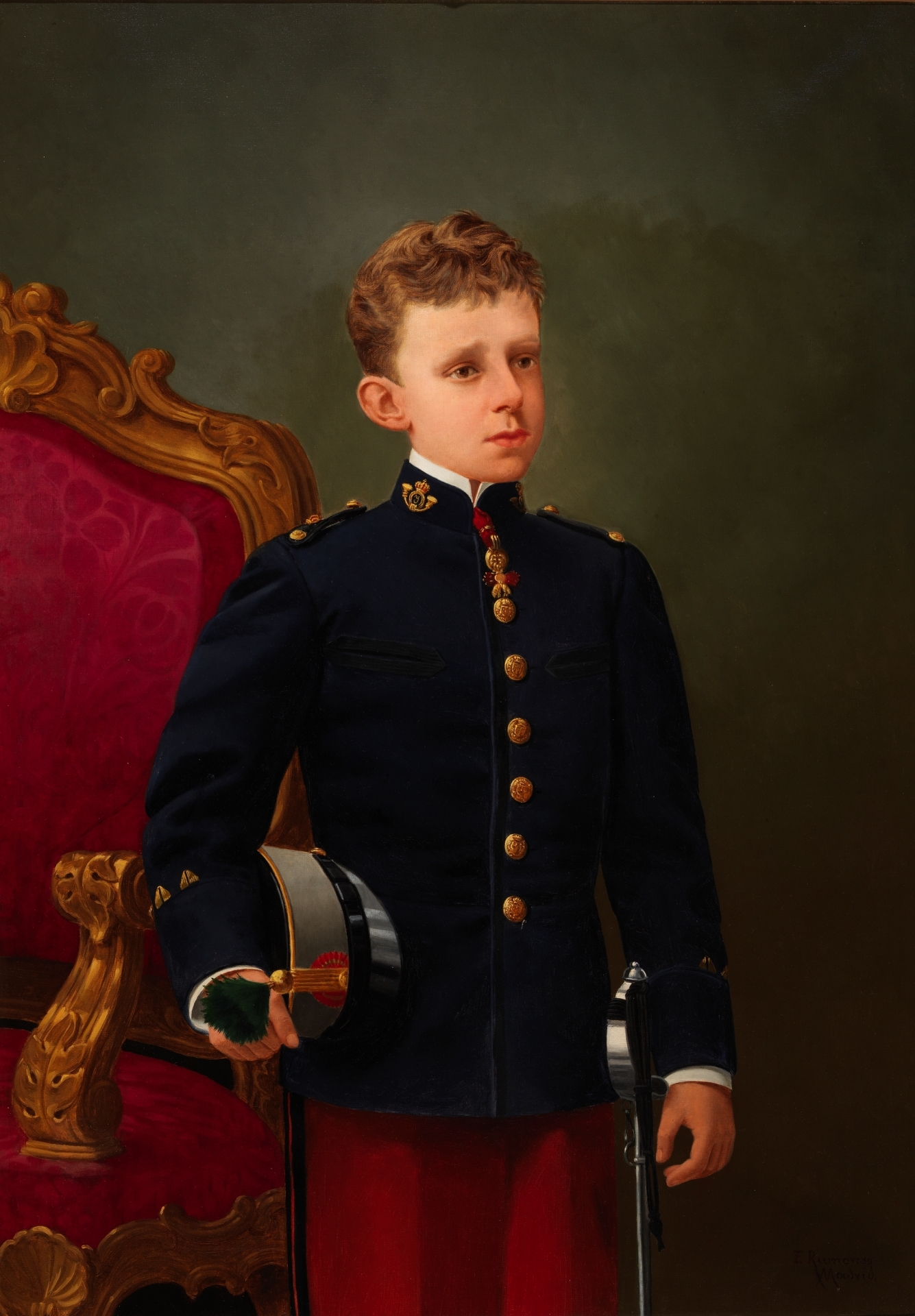
Альфонсо XIII 1886-1931 Король Испании
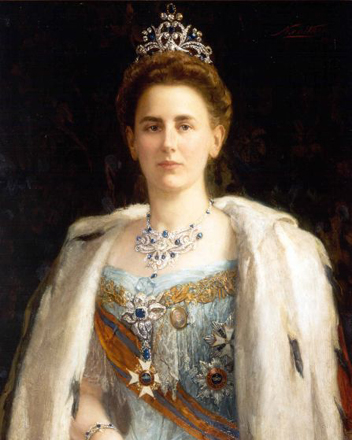
Вильгельмина 1890-1948 Королева Нидерландов
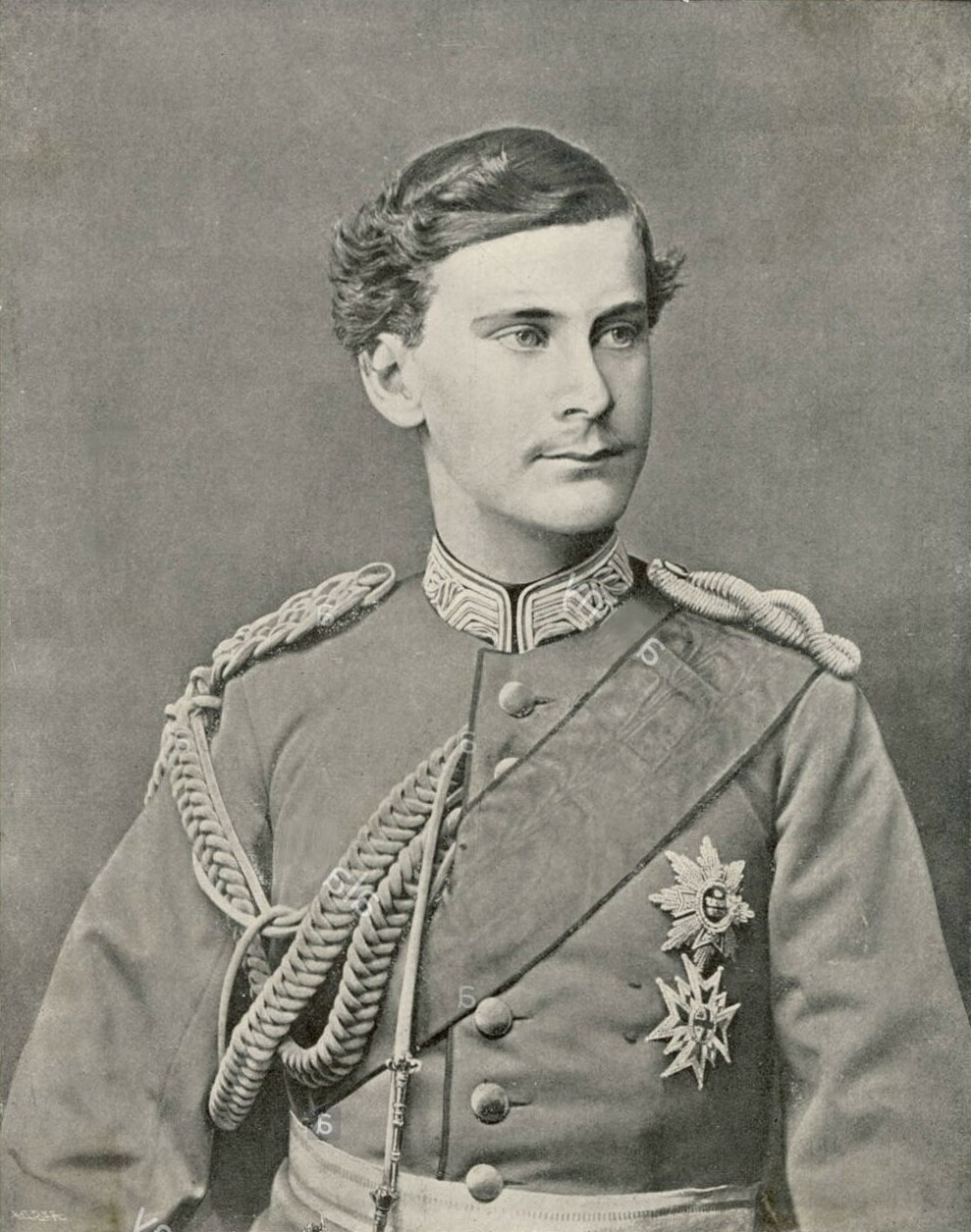
Отто I 1886-1913 Король Баварии
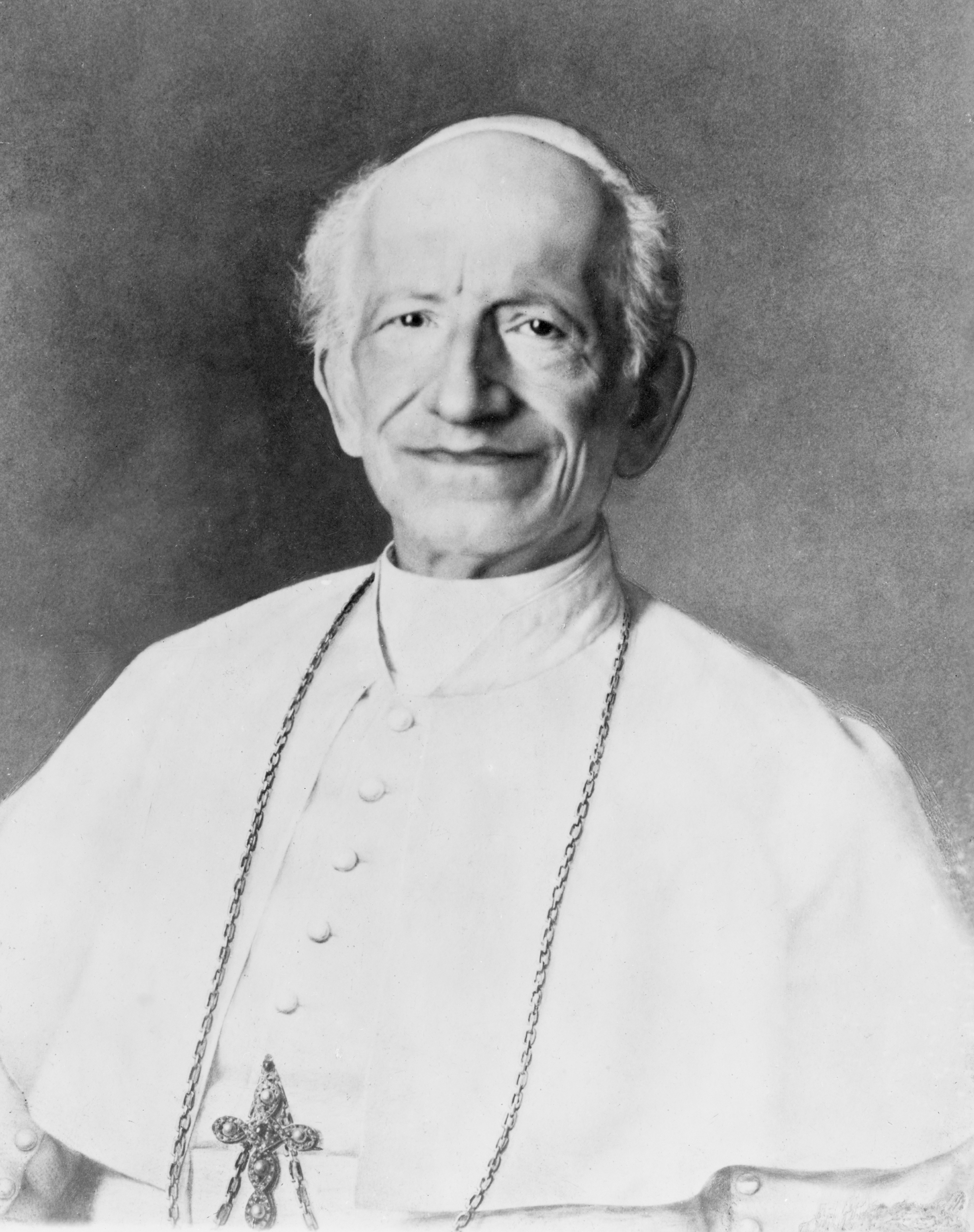
Лев XIII 1878-1903 Папа Римский